# جلكى غديرية
جلكى غديرية (الاسم العلمي: Lampetra lamottenii) هي نوع من الحيوانات المائية يتبع جنس جلكى لاحسة الحجر من فصيلة الجلكية.